# 필리핀 여자 축구 국가대표팀
필리핀 여자 축구 국가대표팀은 필리핀을 대표하는 여자 축구 대표팀으로 필리핀 축구 협회에서 관리한다. 1981년 6월 7일 홍콩과의 1981년 AFC 여자 축구 선수권 대회 B조 조별리그 1차전에서 국제 A매치 첫 경기를 치렀으며 이 경기에서 0-2로 패했다.

## 국제 대회 경력

### FIFA 여자 월드컵
2023년 FIFA 여자 월드컵 아시아 지역 예선을 겸한 2022년 AFC 여자 아시안컵에서 사상 최초로 준결승전에 진출하면서 필리핀 남녀 대표팀을 통틀어 사상 첫 월드컵 본선 진출에 성공했고 홈팀 뉴질랜드와의 A조 조별리그 2차전에서 필리핀 축구 역사상 월드컵 본선 첫 승을 올렸다.

### AFC 여자 아시안컵
여자 아시안컵 본선에는 10번 출전하여 이 중 2022년 대회에서 사상 최초로 4강에 진출했고 비록 4강에서 대한민국에 패했지만 필리핀 여자 축구 역사상 아시안컵 역대 최고 성적을 거두었다.

### 아시안 게임
2022년 대회를 통해 처음으로 아시안 게임에 모습을 드러내자마자 여자 축구 역사상 첫 아시안 게임 8강 진출이자 1958년 대회 남자 대표팀 이후 65년만의 필리핀의 아시안 게임 8강 진출을 이뤄냈다. 

### 아세안 여자 챔피언십
아세안 여자 챔피언십에는 10번 출전하여 이전 9번의 대회에서 모두 조별리그 탈락의 고배를 마셨지만 2019년 대회에서 사상 첫 4강에 오르며 마침내 조별리그 통과에 성공했고 홈에서 열린 2022년 대회에서는 태국을 따돌리고 남녀 대표팀을 통틀어 사상 첫 AFF 주관 대회 정상에 등극했다.

### 동남아시아 경기 대회
동남아시아 경기 대회에는 11번의 대회 중 10번 출전하여 1985년 대회에서 동메달을 따긴 했지만 그 당시 출전한 국가가 단 3팀 밖에 없었기 때문에 이 기록은 실질적으로 무의미한 기록에 불과하며 1995년, 2005년, 2017년, 2019년 대회에서 거둔 4위가 사실상 필리핀 여자 축구가 동남아 경기 대회에서 거둔 최고 성적이다.

## 기타 국제 대회 경력
1989년 샤먼 6개국 여자 축구 대회에서는 5전 전패로 6팀 중 최하위에 머물렀지만 2003년 4개국 친선 축구 대회에서는 준우승의 성과를 거두었고 2012년 LA 바이킹스컵에서 마침내 국제 대회 첫 우승을 차지했다.

## 주요 대회 기록

### FIFA 여자 월드컵
| 연도   | 결과      | 경기      | 승        | 무        | 패        | 득점      | 실점      |           |
| ------ | --------- | --------- | --------- | --------- | --------- | --------- | --------- | --------- |
| 1991년 | 불참      | 불참      | 불참      | 불참      | 불참      | 불참      | 불참      | 불참      |
| 1995년 | 예선 탈락 | 예선 탈락 | 예선 탈락 | 예선 탈락 | 예선 탈락 | 예선 탈락 | 예선 탈락 | 예선 탈락 |
| 1999년 | 예선 탈락 | 예선 탈락 | 예선 탈락 | 예선 탈락 | 예선 탈락 | 예선 탈락 | 예선 탈락 | 예선 탈락 |
| 2003년 | 예선 탈락 | 예선 탈락 | 예선 탈락 | 예선 탈락 | 예선 탈락 | 예선 탈락 | 예선 탈락 | 예선 탈락 |
| 2007년 | 예선 탈락 | 예선 탈락 | 예선 탈락 | 예선 탈락 | 예선 탈락 | 예선 탈락 | 예선 탈락 | 예선 탈락 |
| 2011년 | 불참      | 불참      | 불참      | 불참      | 불참      | 불참      | 불참      | 불참      |
| 2015년 | 예선 탈락 | 예선 탈락 | 예선 탈락 | 예선 탈락 | 예선 탈락 | 예선 탈락 | 예선 탈락 | 예선 탈락 |
| 2019년 | 예선 탈락 | 예선 탈락 | 예선 탈락 | 예선 탈락 | 예선 탈락 | 예선 탈락 | 예선 탈락 | 예선 탈락 |
| 2023년 | 조별 리그 | 3         | 1         | 0         | 2         | 1         | 8         |           |
| 2027년 |           |           |           |           |           |           |           |           |
| 합계   | 1/9       | 3         | 1         | 0         | 2         | 1         | 8         |           |

### 올림픽
| 연도   | 결과      | 경기      | 승        | 무        | 패        | 득점      | 실점      |           |
| ------ | --------- | --------- | --------- | --------- | --------- | --------- | --------- | --------- |
| 1996년 | 예선 탈락 | 예선 탈락 | 예선 탈락 | 예선 탈락 | 예선 탈락 | 예선 탈락 | 예선 탈락 | 예선 탈락 |
| 2000년 | 예선 탈락 | 예선 탈락 | 예선 탈락 | 예선 탈락 | 예선 탈락 | 예선 탈락 | 예선 탈락 | 예선 탈락 |
| 2004년 | 불참      | 불참      | 불참      | 불참      | 불참      | 불참      | 불참      | 불참      |
| 2008년 | 불참      | 불참      | 불참      | 불참      | 불참      | 불참      | 불참      | 불참      |
| 2012년 | 불참      | 불참      | 불참      | 불참      | 불참      | 불참      | 불참      | 불참      |
| 2016년 | 불참      | 불참      | 불참      | 불참      | 불참      | 불참      | 불참      | 불참      |
| 2020년 | 예선 탈락 | 예선 탈락 | 예선 탈락 | 예선 탈락 | 예선 탈락 | 예선 탈락 | 예선 탈락 | 예선 탈락 |
| 2024년 | 예선 탈락 | 예선 탈락 | 예선 탈락 | 예선 탈락 | 예선 탈락 | 예선 탈락 | 예선 탈락 | 예선 탈락 |
| 합계   | 0/8       | -         | -         | -         | -         | -         | -         |           |

### AFC 여자 아시안컵
| 연도   | 결과      | 경기      | 승        | 무        | 패        | 득점      | 실점      |           |
| ------ | --------- | --------- | --------- | --------- | --------- | --------- | --------- | --------- |
| 1975년 | 불참      | 불참      | 불참      | 불참      | 불참      | 불참      | 불참      | 불참      |
| 1977년 | 불참      | 불참      | 불참      | 불참      | 불참      | 불참      | 불참      | 불참      |
| 1979년 | 불참      | 불참      | 불참      | 불참      | 불참      | 불참      | 불참      | 불참      |
| 1981년 | 조별 예선 | 3         | 0         | 0         | 3         | 1         | 14        |           |
| 1983년 | 조별 예선 | 5         | 1         | 0         | 4         | 2         | 16        |           |
| 1986년 | 불참      | 불참      | 불참      | 불참      | 불참      | 불참      | 불참      | 불참      |
| 1989년 | 불참      | 불참      | 불참      | 불참      | 불참      | 불참      | 불참      | 불참      |
| 1991년 | 불참      | 불참      | 불참      | 불참      | 불참      | 불참      | 불참      | 불참      |
| 1993년 | 조별 예선 | 3         | 0         | 0         | 3         | 0         | 32        |           |
| 1995년 | 조별 예선 | 3         | 0         | 1         | 2         | 0         | 23        |           |
| 1997년 | 조별 예선 | 3         | 0         | 0         | 3         | 2         | 32        |           |
| 1999년 | 조별 예선 | 3         | 0         | 0         | 3         | 5         | 8         |           |
| 2001년 | 조별 예선 | 3         | 0         | 0         | 3         | 1         | 17        |           |
| 2003년 | 조별 예선 | 4         | 1         | 0         | 3         | 2         | 26        |           |
| 2006년 | 예선 탈락 | 예선 탈락 | 예선 탈락 | 예선 탈락 | 예선 탈락 | 예선 탈락 | 예선 탈락 | 예선 탈락 |
| 2008년 | 예선 탈락 | 예선 탈락 | 예선 탈락 | 예선 탈락 | 예선 탈락 | 예선 탈락 | 예선 탈락 | 예선 탈락 |
| 2010년 | 불참      | 불참      | 불참      | 불참      | 불참      | 불참      | 불참      | 불참      |
| 2014년 | 예선 탈락 | 예선 탈락 | 예선 탈락 | 예선 탈락 | 예선 탈락 | 예선 탈락 | 예선 탈락 | 예선 탈락 |
| 2018년 | 6위       | 4         | 1         | 0         | 3         | 3         | 12        |           |
| 2022년 | 준결승    | 5         | 2         | 1         | 2         | 8         | 7         |           |
| 합계   | 8/17      | 27        | 2         | 1         | 24        | 13        | 168       |           |

## 같이 보기
- 필리핀 축구 국가대표팀